# Jakowlew

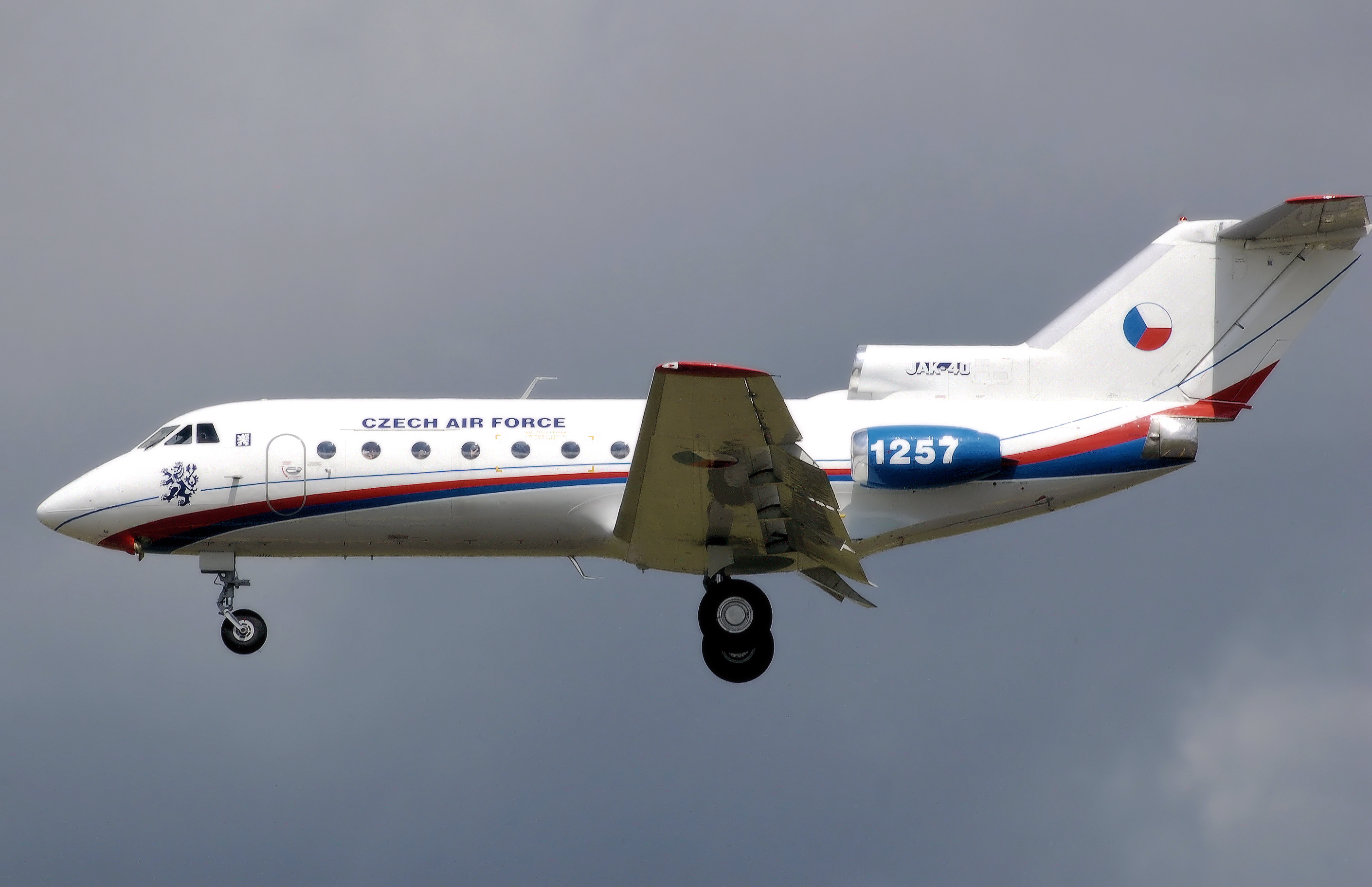
Samolot pasażerski Jakowlew Jak-40 Czeskich Sił Powietrznych

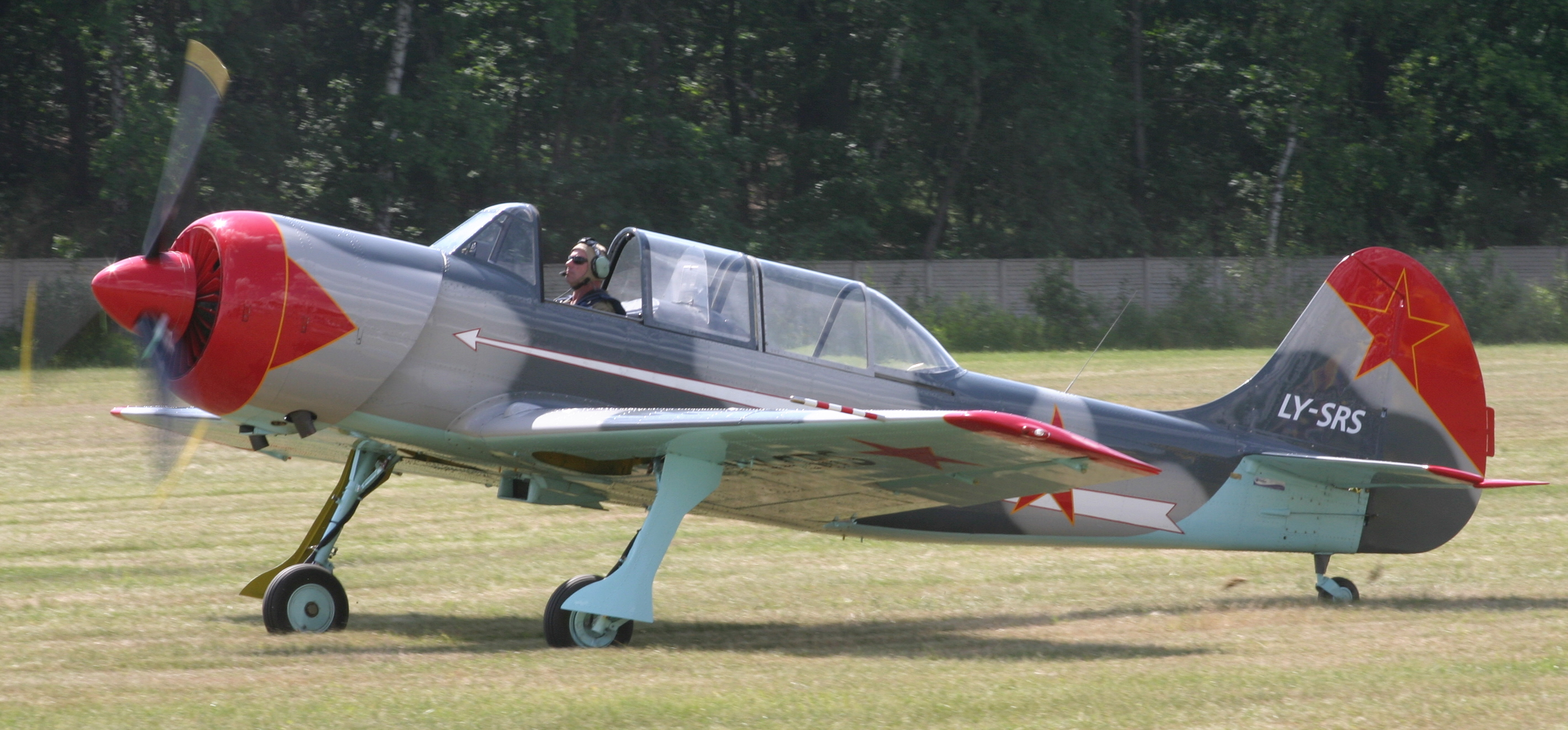
Jakowlew Jak-52 podczas Międzynarodowego Pikniku Lotniczego „Góraszka”

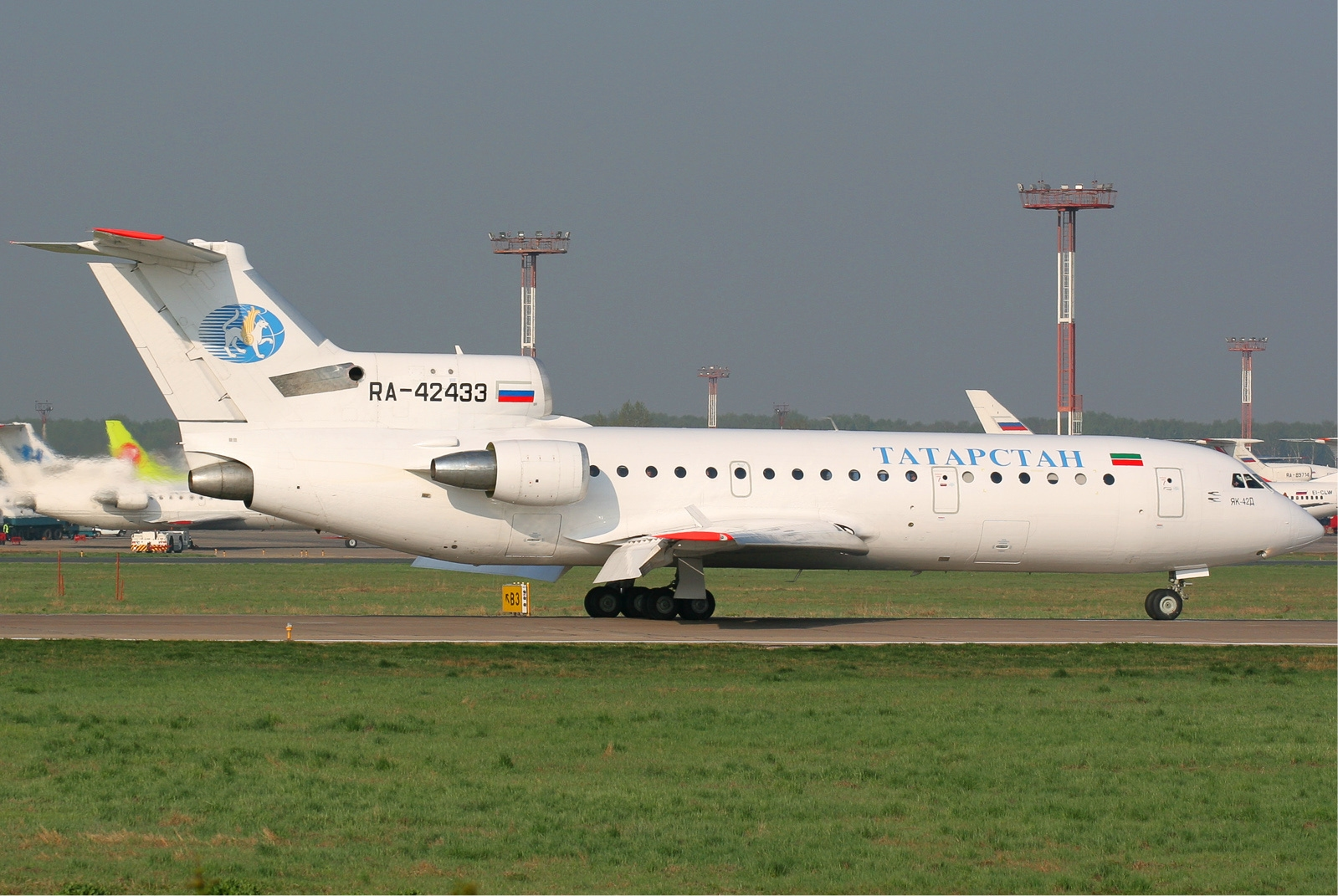
Samolot pasażerski Jakowlew Jak-42 w barwach Tatarstan Airlines

Jakowlew (ros. ОАО «Опытно-конструкторское бюро им. А. С. Яковлева») – rosyjskie (dawniej radzieckie) lotnicze biuro konstrukcyjne i przedsiębiorstwo przemysłu lotniczego. Zostało założone w 1934 roku przez Aleksandra Jakowlewa. W przedsiębiorstwie opracowano wiele  typów samolotów o bardzo różnych zastosowaniach - od małych samolotów szkolnych do odrzutowców pasażerskich. W biurze skonstruowano ponad 200 typów samolotów, 100 z nich weszło do seryjnej produkcji.
Siedziba firmy znajduje się w Moskwie nieopodal północnej części lotniska Chodynka. 
Samoloty produkowane seryjnie noszą oznaczenie Jak (ros. Як)  z numerem.
Wybrane typy samolotów do 1945:
- Jak-1 - myśliwski
- Jak-3 - myśliwski
- Jak-4 - bombowy
- Jak-7 - myśliwski
- Jak-9 - myśliwski

Wybrane typy samolotów po 1945:
- Jak-11 - szkolno-treningowy
- Jak-12 - wielozadaniowy
- Jak-17 - szkolno-treningowy/lekki myśliwiec
- Jak-18 - szkolno-treningowy
- Jak-23 - myśliwiec
- Jak-24 - dwuwirnikowy śmigłowiec transportowy
- Jak-25 - myśliwiec
- Jak-28 - bombowiec naddźwiękowy
- Jak-36 - morski samolot pionowego startu i lądowania
- Jak-38 - myśliwiec bombardujący pionowego startu i lądowania
- Jak-40 - odrzutowiec pasażerski
- Jak-42 - odrzutowiec pasażerski
- Jak-52 - szkolno-treningowy
- Jak-130 - szkolno-treningowy/lekki myśliwiec
- Jak-41 (Jak-141) - myśliwiec pionowego startu i lądowania